# Fridrik Vilim I. Pruski
Fridrik Vilim I. (Berlin, 14. kolovoza 1688. – Potsdam, 31. svibnja 1740.) je bio pruski kralj, markgrof Brandenburga i izborni knez Svetog Rimskog Carstva. Dolazi iz dinastije Hohenzollerna i poznat je kao "kralj-vojnik".
| Prethodnik:                | pruski kralj | Nasljednik:                 |
| Fridrik I. (1657. – 1713.) | pruski kralj | Fridrik II. (1712. – 1786.) |